# Šime Milodanović
Šime Milodanović (1856. – 1930.), časnik austro-ugarske vojske.
Škole je pohađao u Subotici, Petrovaradinu i Budimu. U vojnoj je službi od 1879. Umirovio se pred rat 1911. Tijekom staža došao je do čina pukovnika. Izbijanjem rata, vojna ga služba nije zaobišla, već je aktiviran. Zapovijedao je dvjema posadama, subotičkom i petrovaradinskom. Osim toga bio je instruktorom pješaštva.

## Bunjevačko-srpski narodni odbor
5. studenoga 1918., nastojanjem Blaška Rajića, u stanu odvjetnika Vladislava Manojlovića donesena je odluka da se u Subotici osnuje Bunjevačko-srpski narodni odbor. Šime Milodanović je izabran na čelo tog odbora. Sudionici sastanka koji su izabrali Milodanovića bili su Blaško Rajić, braća Vladislav i Jovan Manojlović (domaćini susreta), Petar Bajić, Gavro Čović, Ilija Kujundžić, Albe Malagurski, Radivoj Miladinović, Stipan Matijević, Andrija Mazić, Đurica Ognjanov, Lazar Orčić, Joso Prćić, Marko Protić, Tošo Segedinčev, Vojislav Stanković, Bogdan Svirčević, Joso Vojnić Hajduk, Ivan Vojnić Tunić i dr. Dvije trećine nazočnih bili su Hrvati, a trećina Srbi. Odlučeno je neka se osnuje narodna straža, čiji su pripadnici išli ulicama noseći hrvatske oznake. Odbor je raspušten 26. prosinca 1918. odlukom Narodne uprave za Bačku, Banat i Baranju.